# Ulefos Jernværk

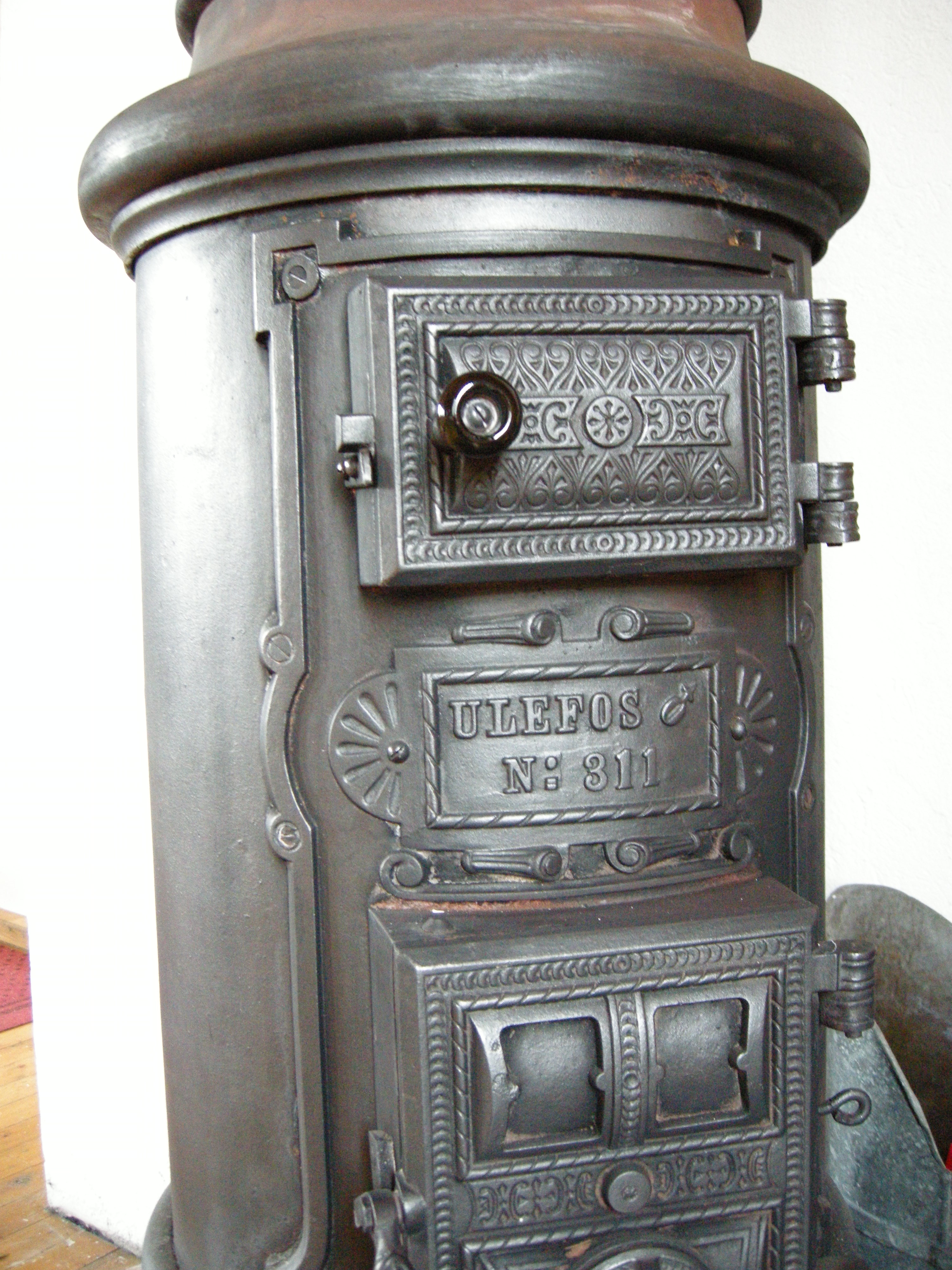
Kamin som tillverkats vid Ulefors Jernværk, idag i Skarsvågs kyrka, Nordkapp.

Ulefos Jernværk är ett norskt gjuteri med centrum i Ulefoss i Nome kommun i Telemark. 

## Historik
Ulefos Jernværk grundlades 1657 under namnet Holden Jernværk av länsherrarna Ove Gjedde och Preben von Ahnen. Verket har ägts av släkterna Løvenskiold och Cappelen. En förutsättning för verksdriften var upptäckten av hematitjärnmalm 1652 i Fenfältet strax öster om Ulefoss. God tillgång till träkol och vattenkraft i närområdet bidrog ytterligare till industrietableringen.

## Nutida verksamhet

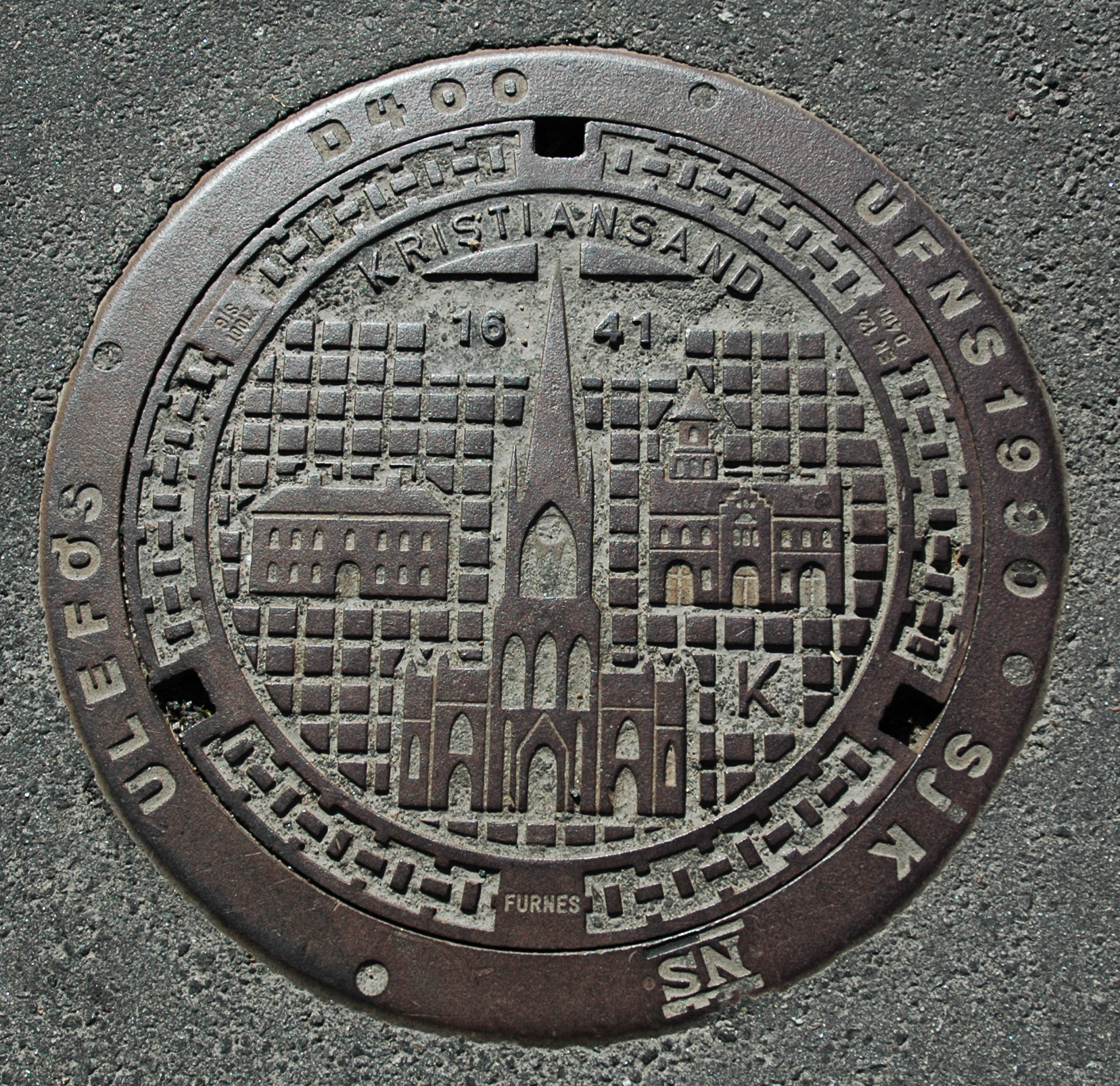
Brunnslock från Ulefos

År 1877 upphörde verket att producera råjärn. I stället inriktades verksamheten på gjutning. Till gjutverkets mera välkända produkter hörde Ulefosskaminerna vilka tillverkades fram till slutet av 1950-talet. I början av 1950-talet började man tillverka brunnslock och annat gjutet gatugods. År 1999 köpte Ulefos Jernværk det finländska gjuteriet Niemisen Valimo Oy i Harjavalta i Satakunta.
Företaget ägs av norska Cappelen Holding AS.